# Achille Lauro (navire)
Pour les articles homonymes, voir Achille Lauro (homonymie).
L′Achille Lauro est un navire de croisière dont la quille est posée en 1938 aux chantiers navals Schelde de Flessingue pour la compagnie Koninklijke Rotterdamsche Lloyd. Il s′appelle à l′origine Willem Ruys. La construction est retardée à cause de la Seconde Guerre mondiale et le navire est finalement lancé le 1er juillet 1946 avant d′entamer son voyage inaugural le 2 décembre 1947.
Devenu Achille Lauro en 1964 en l'honneur de l'armateur éponyme, il est resté dans les mémoires pour le détournement dont il fut la victime le 7 octobre 1985. Il connut également quatre incendies ; en 1965, en 1972, en 1981 et en 1994. Le dernier lui est fatal et cause son naufrage dans l′océan Indien le 2 décembre 1994.

## Histoire

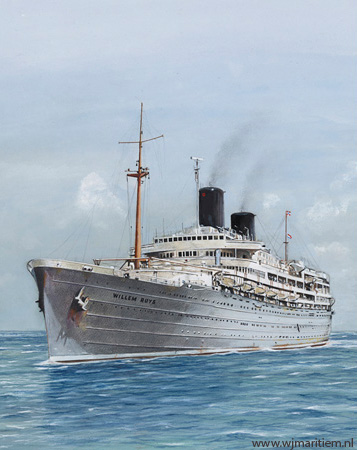
Une peinture du Willem Ruys

L′Achille Lauro est un navire de croisière dont la quille est posée en 1938 aux chantiers navals Schelde de Flessingue pour la compagnie Koninklijke Rotterdamsche Lloyd. Il s′appelle à l′origine Willem Ruys. Sa construction est arrêtée en 1940 à la suite de l′invasion des Pays-Bas par les nazis. La construction reprend à la demande des occupants, mais les ouvriers font traîner les travaux et de nombreux sabotages les ralentissent beaucoup. Le navire est finalement lancé le 1er juillet 1946. Il commence son voyage inaugural entre Rotterdam et Batavia (via le canal de Suez) le 2 décembre 1947.
Le 6 janvier 1953, alors qu′il effectue une croisière en mer Rouge, il est heurté par son navire jumeau, l′Oranje. Les deux navires restent à flot, mais ils sont gravement endommagés.
En 1964, il est racheté par la compagnie Flotta Lauro, est renommé Achille Lauro en l'honneur de l'armateur et homme politique du même nom (1887-1982) et subit une lourde rénovation qui modifie son aspect extérieur. Ses cheminées sont affinées, ses mâts sont déposés, certains ponts extérieurs sont couverts et l′antenne radar est remplacée. Le 29 août 1965, alors que le navire est en cours de modernisation, une explosion se fait entendre et un incendie se déclare à bord. Celui-ci est rapidement maîtrisé mais les dégâts retardent la livraison du navire de six mois.
Le 19 mai 1972, alors que l′Achille Lauro est amarré à Gênes, un incendie se déclare à bord. Les dommages sont assez importants et le navire ne reprend du service qu′en fin d′année. Il fait de nouveau l'actualité lorsqu′il heurte et coule le navire bétailler Youssef dans le détroit des Dardanelles en avril 1975.
En 1982, il est saisi à Tenerife pour non-paiement des taxes portuaires. Le gouvernement italien parvient à faire relâcher le navire qui rentre à Gênes où il est immobilisé pendant un an. Un accord est passé entre le gouvernement italien, la Lauro Lines et la compagnie Chandris lines, puis l′Achille Lauro peut reprendre ses croisières en mer Méditerranée.
Il devient mondialement connu le 7 octobre 1985 lorsqu′il est détourné par des terroristes palestiniens qui prennent en otage l′ensemble des personnes présentes à bord. La Syrie refuse l′entrée du navire dans ses eaux territoriales. En réponse à ce refus, les terroristes exécutent Leon Klinghoffer (it), un retraité américain paraplégique et juif, de deux balles, l′une dans la tête et l′autre dans le torse, avant de le jeter à la mer.

### Le détournement
Le 7 octobre 1985, des terroristes du Front de libération de la Palestine embarquent à bord de l′Achille Lauro à Gênes. Quelques heures après le départ, ils prennent le contrôle du navire, exigent du commandant qu′il amène le paquebot à Tartous et menacent d'exécuter les personnes présentes à bord si 50 prisonniers palestiniens ne sont pas libérés.
Une fois arrivé à Tartous, les terroristes se voient refuser l′accès au port. Furieux et désireux de montrer leur détermination, les terroristes palestiniens mettent leur menace à exécution en tuant un premier otage, Leon Klinghoffer (it). Ce dernier n′a pas été choisi au hasard, il s′agissait d′un retraité américain paraplégique et juif. Le chef des terroristes l′exécute de deux balles, l′une dans la tête et l′autre dans le torse, avant de le jeter par-dessus bord avec son fauteuil roulant. Malgré cette exécution, la Syrie refuse le navire.
Avant qu′une seconde exécution ait lieu, les terroristes reçoivent l′ordre des dirigeants du Front de libération de la Palestine de ne pas attenter à la vie de leurs otages et de se diriger vers Port Saïd. Le gouvernement égyptien autorise le navire à accoster et les négociations avec le gouvernement égyptien commencent. Après un contact entre l′Égypte et l′Italie, les terroristes sont autorisés à embarquer dans un Boeing 737 en partance pour la Tunisie.
Lorsque l′ambassadeur américain en Égypte apprend l′exécution de Leon Klinghoffer (it), il ordonne que les pirates soient retenus, mais leur avion a déjà décollé.
Les États-Unis ne se résignent pas pour autant et l′USS Saratoga (CVA-60), un porte-avions de l′US Navy effectuant des manœuvres de l′OTAN en mer Méditerranée et qui faisait route vers Dubrovnik, reçoit l′ordre de faire demi-tour et de lancer ses avions de chasse afin d′intercepter l′avion des terroristes. Le porte-avions parvint à faire décoller deux F-14 Tomcat et un avion de surveillance aérienne et de commandement aéroporté, le E-2 Hawkeye, en à peine 22 minutes, au lieu des 60 minutes normalement nécessaires. Cette performance est possible grâce au niveau d′alerte dans lequel se trouvait l′USS Saratoga (CVA-60) à ce moment-là. Étant donné que l′heure exacte du décollage et l′itinéraire de l′avion des terroristes leur sont inconnus, les avions reçoivent l′ordre d′intercepter et d′identifier de nuit tous les avions croisant en Méditerranée sur le parcours supposé de l′avion égyptien. Ce n′est qu′au bout de la quatrième interception, soit 45 minutes après leurs lancements, que les avions identifient leur cible au sud de la Crète. Les quatre F-14 Tomcat qui escortaient le Boeing 737 parviennent à convaincre l′équipage d′atterrir sur la base aérienne de Sigonella, sans que le pilote égyptien n′ait tenté de manœuvres dilatoires. Après l′atterrissage, des soldats américains encerclent l′avion de ligne mais celui-ci étant sur le sol italien, les terroristes sont remis aux autorités italiennes. Malgré la demande d′extradition formulée par les États-Unis, les terroristes sont jugés en Italie, ce qui entraîne la crise de Sigonella.
L′Italie accuse Abou Abbas d′être le cerveau de l′attentat et, bien qu′il ne fût pas à bord de l′Achille Lauro, il est condamné par contumace à cinq peines de prison à vie pour avoir organisé ce détournement. Il est capturé par les forces spéciales américaines à Bagdad en avril 2003, avant de mourir à l'âge de 56 ans le 8 mars 2004 à la suite d'une attaque cardiaque, alors qu'il est détenu par les forces américaines.

### Après le détournement

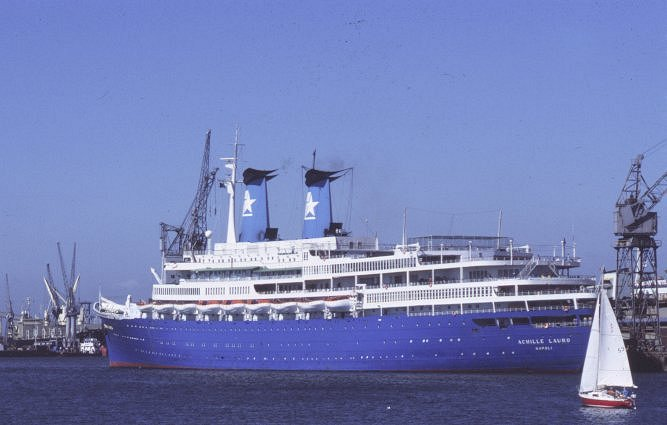
L′Achille Lauro aux couleurs de StarLauro (notez la présence du L sur les cheminées)

Après le détournement, l′Achille Lauro rentre à Gênes où toutes les traces de l′attaque sont effacées.
En 1987, il est transféré à la flotte de StarLauro. À la suite de ce transfert, le symbole peint sur les cheminées, une étoile, est accompagné d′un L majuscule.
En 1990, le film Voyage of terror - The Achille Lauro Affair est tourné à son bord et en 1991, John Adams composa un opéra consacré à ce drame, The Death of Klinghoffer.
Dans la nuit du 30 novembre au 1er décembre 1994, un incendie se déclare dans la salle des machines vers 1 h 30. Six heures après le début de l′incendie, le navire est évacué. L′évacuation fait deux victimes, un passager britannique qui est heurté à la tête par un radeau de sauvetage et un passager allemand qui fait une crise cardiaque. Le 2 décembre 1994, alors que l′épave en feu est remorquée vers un port, elle fait explosion et coule aux alentours de 20 h 30.